# Graeme Rutjes
Graeme Rutjes (Sydney, Ausztrália, 1960. március 26. –) válogatott holland labdarúgó, hátvéd.

## Pályafutása

### Klubcsapatban
1980 és 1985 között az SBV Excelsior csapatában szerepelt. 1985 és 1996 között Belgiumban játszott. Öt idényen át a KV Mechelen játékosa volt, ahol tagja volt az 1987–88-as KEK-győztes csapatnak. 1990 és 1996 között az Anderlecht labdarúgója volt, ahol négy bajnoki címet és egy belga kupa győzelmet szerzett. 1996-ban fejezte be az aktív labdarúgást.

### A válogatottban
1989 és 1991 között 13 alkalommal szerepelt a holland válogatottban és egy gólt szerzett. Tagja volt az 1990-es olaszországi világbajnokságon részt vevő válogatott keretnek.

## Sikerei, díjai
KV Mechelen
- Belga bajnokság
  - bajnok: 1988–89
- Belga kupa
  - győztes: 1987
- Kupagyőztesek Európa-kupája (KEK)
  - győztes: 1987–88

 RSC Anderlecht
- Belga bajnokság
  - bajnok: 1990–91, 1992–93, 1993–94, 1994–95
- Belga kupa
  - győztes: 1994